# Pigs on the Wing
A "Pigs on the Wing" című dal a Pink Floyd 1977-es, Animals című albumán jelent meg. Két része az album három hosszú dalát foglalja keretbe. A dalt Roger Waters a feleségének írta, hogy kifejezze iránta érzett szerelmét.
A dal két része nyitja, illetve zárja az albumot, melyek erős ellentétben állnak a másik három dallal. A dal azt a gondolatot sugallja, hogy a barátság és egymás segítése segíthet megoldani problémáinkat. A laikus zenehallgató mindezekért hajlamos lehet átnézni rajta, pedig kulcsfontosságúak az album megértéséhez, másfél percükben foglalják össze mondanivalóját. A második részben Waters a kutyán valószínűleg magát érti: „Now that I've found somewhere safe to bury my bone. And any fool knows, a dog needs a home, a shelter from pigs on the wing. – Most már találtam egy biztonságos helyet,ahol eltemethetem a csontomat. És minden bolond tudja, a kutyának kell egy otthon, egy menedék a repülő disznóktól.”
A két rész hangszerelése nagyon egyszerű, csupán Waters kíséri magát egy akusztikus gitáron.
Az album 8 sávos kazetta-változatán a két részt Snowy White gitárszólója köti össze. Az 1977-es In the Flesh-turnén White gitárszólója a második rész végére került, és ekkor az egész zenekar együtt játszott. Az turné amerikai részének végén a basszusgitáron David Gilmour játszott.

## Közreműködők
- Roger Waters – ének, akusztikus gitár

Produkció
- Brian Humphries – hangmérnök